# 西約特蘭公爵丹尼爾親王
西約特蘭公爵丹尼爾親王（瑞典語：Prins Daniel, Hertig av Västergötland，1973年9月15日—），即奧洛夫·丹尼爾·韋斯特林·貝爾納多特（瑞典語：Olof Daniel Westling Bernadotte），原名奧洛夫·丹尼爾·韋斯特林（瑞典語：Olof Daniel Westling），瑞典王儲維多利亞公主的丈夫。生日恰巧是岳父瑞典國王卡尔十六世·古斯塔夫登基之日。他曾在斯德哥尔摩經營三間健身室。
丹尼爾·韋斯特林與維多利亞王儲於2009年2月24日訂婚，婚禮於2010年6月19日舉行。根據國王旨意，丹尼爾在婚後史無前例地獲得封號——「丹尼爾親王，西約特蘭公爵」，與維多利亞公主封地相同，韋斯特林亦受封為親王，全稱為「Hans Kunglig Höghet Prins Daniel, Hertig av Västergötland」。二人婚後居住於斯德哥尔摩郊區的哈加宮。

## 個人生平
丹尼爾·韋斯特林在1973年9月15日於厄勒布鲁市镇的厄勒布魯大學教學醫院出生，父親是桑德维肯市镇前社區監督奧勒·韋斯特林，母親是郵政職員愛娃·韋斯特林。他在耶斯特里克蘭的奧克爾博長大，在桑德維肯上了兩年社區高中。他在耶夫勒完成軍訓後搬到斯德哥爾摩，在韋姆德島學習成為體育教師，專注老人和有特別需要的兒童。
他於2000年在斯德哥爾摩開辦健身室，並在那裏認識了當時患有厭食症的維多利亞王儲。兩人墜入愛河，但由於丹尼爾親王為平民出身，因此兩人的戀情不久就遭到準岳父卡尔十六世·古斯塔夫國王的反對，其後又被女方貴族朋友取笑是「有鄉音的鄉巴佬」。但丹尼爾最終戒掉了鄉音，並接受嚴格的皇家禮儀，終得到王室接受。
2009年5月27日，丹尼爾於胡丁厄市镇卡羅林大學醫院接受腎臟移植手術，捐腎者正是他父親。這病症雖是先天性，但不是遺傳的。
2012年，丹尼爾親王與維多利亞女王儲的長女艾絲黛拉公主在索爾納市的卡羅琳醫學院附設醫院出生，2016年，兩人的兒子奧斯卡王子也同樣在索爾納市卡羅琳醫學院的教學醫院出生。

## 榮譽

### 瑞典勋章奖章
- 皇家六翼天使勳章騎士 (Knight of the Royal Order of the Seraphim)
- 極地之星勳章（英语：King Hamad Order of the Renaissance） (Knight Commander of the Royal Order of the Polar Star)

### 外国勋章奖章
- 修交勋章光化大章（韩国，2019年6月14日批准[8]）

## 外部連結
- H.K.H. Prins Daniel（页面存档备份，存于）, Sveriges Kungahus